# カバーオール
カバーオール（英: coverall）とは衣服の一種。本来はトップスとボトムスが繋がった、つなぎのような形の衣服を指し、乳幼児向けではそのような衣服を指すが、それ以外では作業着のトップスの総称として使われることがある。

## 乳幼児向け衣服としてのカバーオール
形はロンパースと似ているが、ロンパースは下着として着用されることが多いのに対し、こちらは下着の上に着用する中衣ないし外衣。
理由は不明だが、1900年代前半にリーバイス社などでCではなくKではじまる（英: koveralls）綴りが使われていたことがあった。

## 本来とは違う意味で使われるカバーオール

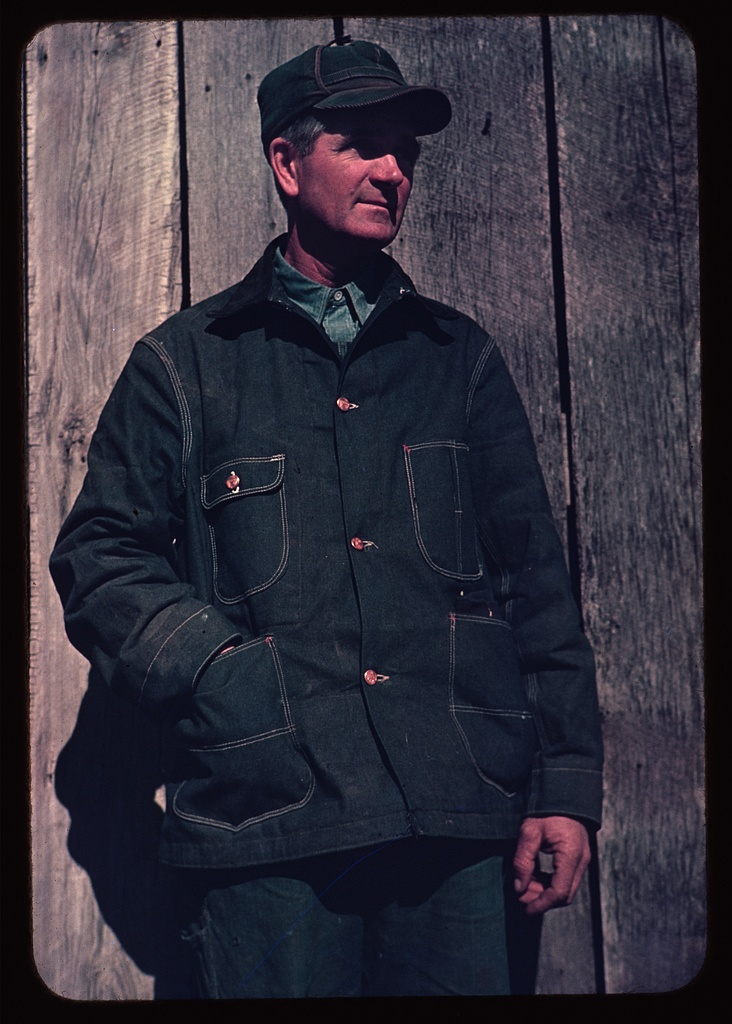
バーンコート

明確な定義はないが、作業着、元々は作業着として作られていた衣服、作業着を模して作られた衣服のトップス（アウター）の総称として使われる。
ボトムスは含まず、またジージャンやオーバーオール、つなぎといった、より認知度が高いであろう呼び名が別途存在するものは、ここから除外されることが多い。英語のチョアコート（英: chore coat）に似ている。
カバーオールと呼ばれる衣服の一部例を挙げると、レイルロードジャケット（英: railroad jacket）、エンジニアコート（英: engineer coat）、バーンコート（英: barn coat）、オーバーシャツ（英: overshirts）などがある。